# Auf dem Bock
Auf dem Bock ist ein Weiler der Ortsgemeinde Lützkampen im Eifelkreis Bitburg-Prüm in Rheinland-Pfalz.

## Geographische Lage
Auf dem Bock liegt rund 2,2 km nördlich des Hauptortes Lützkampen auf einer Hochebene. Der Weiler ist hauptsächlich von Waldbestand sowie von einigen landwirtschaftlichen Nutzflächen im Süden und Osten umgeben. Östlich von Auf dem Bock fließt der Irsen, westlich der Seisbach. Im Süden grenzt Auf dem Bock unmittelbar an den Weiler Diedrichsborn.

## Geschichte
Zur genauen Entstehungsgeschichte des Weilers liegen keine Angaben vor. Auf dem Bock ist vermutlich aus einem einzelnen Gehöft hervorgegangen. Der Name des Weilers lässt darauf schließen, dass hier zunächst lediglich ein Gehöft mit Tierhaltung existierte. Heute besteht der Weiler aus einem landwirtschaftlichen Betrieb sowie fünf bewohnten Anwesen.

## Naherholung
Die nächstgelegenen Wanderwege verlaufen durch den unmittelbar im Süden angrenzenden Weiler Diedrichsborn.
Hier beginnt eine Rundwanderung rund um Lützkampen, die bis nach Leidenborn führt. Die Strecke ist rund 8,7 km lang und führt hauptsächlich durch die Landschaft außerhalb der besiedelten Flächen.
Ebenfalls bis nach Diedrichsborn führt eine Wanderung aus Richtung des belgischen Ouren. Hierbei handelt es sich um einen rund 12,5 km langen Rundwanderweg durch die Wälder entlang der Our bis kurz vor Harspelt und Diedrichsborn sowie zurück. Highlights am Weg sind die Our, das Ortscentrum von Ouren sowie mehrere Aussichtspunkte.

## Verkehr
Es existiert eine regelmäßige Busverbindung.
Auf dem Bock ist durch eine Gemeindestraße erschlossen und liegt direkt an der Landesstraße 15 von Lützkampen in Richtung der Staatsgrenze zu Belgien.